# Histanocerus convexus
Histanocerus convexus es una especie de coleóptero de la familia Pterogeniidae.

## Distribución geográfica
Habita en Papúa Nueva Guinea.